# ダーモット・バーク (第7代メイヨー伯爵)
第7代メイヨー伯爵ダーモット・ロバート・ウィンダム・バーク（Dermot Robert Wyndham Bourke, 7th Earl of Mayo KP PC (Ire) FRGS、1851年7月2日 – 1927年12月31日）は、アイルランド出身の政治家、貴族。1890年代にキルデア県考古協会とアイルランド芸術工芸協会を設立したことで知られる。1872年に父が暗殺されたという経緯から、邸宅の再建に寄付金が集まったが、邸宅は英愛条約反対派により1923年に放火されて焼失した。政治家としてはアイルランド貴族代表議員、シャナズ・エアラン（アイルランド上院）議員を歴任した。
1867年から1872年までネイス卿の儀礼称号を使用した。

## 生涯
第6代メイヨー伯爵リチャード・バークと妻ブランシュ・ジュリア（1826年11月21日 – 1918年1月31日、初代ルコンフィールド男爵ジョージ・ウィンダムの娘）の息子として、1851年7月2日に生まれた。1865年から1869年までイートン・カレッジで教育を受けた後、1870年5月28日にロイヤル・ハザール第10連隊のコルネット（騎兵少尉）への辞令を購入して入隊、中尉への昇進を経て1872年9月11日にグレナディアガーズに転じた。1876年10月に軍務から引退した。1872年2月8日に父がポートブレアで暗殺されると、メイヨー伯爵位を継承した。父が暗殺されたという経緯が大衆の同情を引き、伯爵家が所有したキルデア県ストラファンのパーマストン・ハウス（Palmerstown House）の再建に21,300ポンドの寄付金が集まった。
1874年12月から1875年春にかけてエチオピアでスポーツハンティングを行い、そのときの経験について記述した著作を1876年に出版した。以降もよく旅行して各地の政治、経済、社会を研究し、王立地理学会フェローに選出された。1891年4月にキルデア県考古協会を設立して、協会誌に多くの記事を寄稿したほか、1893年には第5代リンスター公爵の後を継いで会長に就任した（以降死去するまで在任）。1894年にアイルランド芸術工芸協会を設立し、1895年と1899年の二度にわたって展覧会を開催した。
1890年7月14日にアイルランド貴族代表議員に当選、1927年に死去するまで務めた。貴族院では保守党に属し、主にアイルランド関連の議題について発言した。1900年12月12日、アイルランド枢密院の枢密顧問官に任命された。1905年2月に王太子ジョージ（のちの国王ジョージ5世）がダブリンを訪問したとき、メイヨー伯爵は王太子に同伴してアイルランド国立博物館を訪れ、2月3日に聖パトリック勲章を授与された。
1883年時点でキルデア県に4,915エーカー、ミーズ県に2,360エーカー、メイヨー県に559エーカーの領地を所有し、合計で年収7,690ポンドに相当した。1878年時点の領地面積は同じだったが、年収は9,605ポンドだった。地元ではキルデア県の治安判事を務めた。1899年にウィックロー県議会選挙に出馬したが、19票しか得られずに落選した。また1903年のLand Conferenceでは地主代表の1人として出席した。
1921年6月の南アイルランド上院選挙において、アイルランド貴族の互選により議員に選出された。1922年にアイルランド自由国が建国されると、メイヨー伯爵は首相ウィリアム・コスグレイヴによりシャナズ・エアラン（アイルランド上院）議員に任命された。アイルランド上院でも活動的だった。しかし英愛条約反対派により自邸パーマストン・ハウスが1923年1月29日に放火され、メイヨー伯爵が収集した書物、絵画など大半が焼失した。
晩年は病気になり、病状の悪化により手術を受けた後、1927年12月31日にロンドンで死去、1928年1月5日にキルデア県ジョンズタウンの墓地に埋葬された。叔父の息子ウォルター・ロングリーが爵位を継承した。

## 著作
- The Earl of Mayo (1876). Sport in Abyssinia; or, The Mareb and Tackazzee (英語). London: John Murray.
- The Earl of Mayo (1883). De rebus Africanis: The Claims of Portugal to the Congo and Adjacent Littoral, with Remarks on the French Annexation (英語). London: W. H. Allen & Co.
- The Earl of Mayo (1894). The war cruise of the ‘Aries’ (英語). Dublin: Edward Ponsonby.

## 家族
1885年11月3日、ジェラルディン・サラ・ポンソンビー（Geraldine Sarah Ponsonby、1863年3月7日 – 1944年11月29日、ジェラルド・ヘンリー・ブラバゾン・ポンソンビー閣下の娘）と結婚したが、2人の間に子供はいなかった。